# Jalpa de Cánovas
Jalpa de Cánovas (meist nur Jalpa) ist ein Dorf mit ca. 670 Einwohnern im Westen des mexikanischen Bundesstaats Guanajuato. Der Ort wurde im Jahr 2012 als Pueblo Mágico anerkannt.

## Lage und Klima
Jalpa liegt im mexikanischen Hochland unmittelbar an der Grenze zum Bundesstaat Jalisco in einer Höhe von ca. 1740 m und ist ca. 100 km (Fahrtstrecke) in westlicher Richtung von der Hauptstadt Guanajuato entfernt. Das Klima ist meist warm und trocken; Regen (ca. 750 mm/Jahr) fällt überwiegend im Sommerhalbjahr.

## Bevölkerung
| Jahr      | 2000 | 2020 |
| Einwohner | 890  | 670  |

Der überwiegende Teil der Bevölkerung ist indianischer Abstammung; zahlreich sind auch Mestizen. Gesprochen wird jedoch in der Regel Spanisch.

## Wirtschaft
Die Bewohner von Jalpa leben zum Teil als Selbstversorger von der Landwirtschaft; der Ertrag mehrerer Nussbaumplantagen wird verkauft oder zu Öl gepresst. Der Tourismus spielt kaum eine Rolle.

## Geschichte
Der Ort Jalpa ging Ende des 19. Jahrhunderts aus einer ca. 32.000 ha großen Hazienda der Familie Canova hervor.

## Sehenswürdigkeiten
- Der Hauptplatz (Plaza Principal) mit seinem zentralen Musikpavillon ist gesäumt von Bauten aus der Kolonialzeit.[2]
- Die Iglesia des Señor de la Misericordia wurde erst zu Beginn des 20. Jahrhunderts in neugotischem Stil errichtet.[3]
- Das Museo Luis Cabrera präsentiert Fundstücke aus der Geschichte des Ortes.[4]
- Das Museo Hacienda de Jalpa gewährt Einblicke in das Leben eines Großgrundbesitzers.[5]